# Kościół Znalezienia Krzyża Świętego i Matki Bożej Królowej Polski w Iłowie
Kościół Znalezienia Krzyża Świętego i Matki Bożej Królowej Polski w Iłowie – rzymskokatolicki kościół parafialny należący do dekanatu Sanniki diecezji łowickiej.
Obecna murowana świątynia została wzniesiona w 1781 roku i ufundowana przez Adama Lasockiego, kasztelana sochaczewskiego, pełniącego później funkcję marszałka trybunału koronnego. Budowla została odnowiona w 1868 roku i spalona w 1915 roku. W 1921 roku została odbudowana pod kierunkiem budowniczego Henryka Kudery. Ponownie kościół został zniszczony w 1944 roku. W 1948 roku został odbudowany według projektu architekta Bruna Zborowskiego.
Kościół został wzniesiony w stylu późnobarokowym, jest orientowany, murowany z cegły i otynkowany, położony jest na niewielkim wzgórzu. Wybudowano go na planie prostokąta, jest budowlą salową, posiadającą węższe prezbiterium zamknięte trójbocznie, przy którym od strony północnej mieści się zakrystia, natomiast od strony południowej znajduje się kaplica św. Stanisława Kostki. Wnętrze świątyni nakryte jest płaskimi stropami, natomiast kaplica jest pokryta kopułą o dwóch kondygnacjach, posiadającą koliste przeźrocze. Ściany boczne kościoła podzielone są uproszczonymi pilastrami. Elewacja frontowa jest trójdzielna, posiada główne wejście i okno na osi.